# Judith Rich Harris
Pour les articles homonymes, voir Harris.
Judith Rich Harris (10 février 1938 - 29 décembre 2018) est une psychologue américaine. Elle est l'auteur de The Nurture Assumption (Pourquoi nos enfants deviennent ce qu'ils sont) dans lequel elle soutient que les parents n'ont pas un rôle déterminant dans le développement de leurs enfants.

## Jeunesse, éducation
Née à Brooklyn en 1938, Harris a passé sa petite enfance à différents endroits aux États-Unis jusqu'à ce que ses parents s'installent finalement à Tucson, dans l'Arizona. Le climat sec convenait à son père, atteint de spondylarthrite ankylosante, une maladie auto-immune.
Harris est diplômée de la Tucson High School et a fréquenté l'Université de l'Arizona, puis l'Université Brandeis où elle a obtenu son diplôme avec mention honorifique en 1959. Harris a été renvoyée de son cursus de doctorat en psychologie à l'Université de Harvard en 1960, parce que "l'originalité et l'indépendance" de son travail n'étaient pas aux normes de Harvard,[page à préciser]. Elle a quitté Harvard après son master en psychologie.

## Recherche: 1977-1995
À la fin des années 1970, Harris a développé un modèle mathématique de traitement de l'information visuelle qui a servi de base à deux articles dans la revue Perception and Psychophysics (1979, 1984).
Après 1981, elle s'est concentrée sur la rédaction de manuels de psychologie du développement. Avec Robert Liebert, elle a co-écrit The Child (Prentice-Hall, 1984) et Infant and Child (1992).
En 1994, elle a formulé une nouvelle théorie du développement de l'enfant, se concentrant sur l'influence du groupe de pairs plutôt que sur la famille. Cela a formé la base d'un article de 1995 dans Psychological Review, qui a reçu le prix George A. Miller de l'American Psychological Association pour un article récent exceptionnel en psychologie générale. George A. Miller était directeur du département de psychologie de Harvard en 1960, lorsque Harris a été renvoyée de ce doctorat (voir ci-dessus),.

## Pourquoi nos enfants deviennent ce qu'ils sont
L'ouvrage le plus célèbre de Harris, The Nurture Assumption (titré Pourquoi nos enfants deviennent ce qu'ils sont dans son édition française), a été publié pour la première fois en 1998, avec une version révisée publiée en 2009.
Dans ce livre, elle conteste l'idée que la personnalité des adultes est principalement déterminée par la manière dont ils ont été élevés par leurs parents. Elle examine les études qui prétendent montrer l'influence de l'environnement parental et affirme que la plupart de ces études ne parviennent pas à contrôler les influences génétiques. Par exemple, si les parents agressifs sont plus susceptibles d'avoir des enfants agressifs, ce n'est pas nécessairement la preuve de l'exemple parental ; il se peut aussi que l'agressivité ait été transmise par les gènes. Elle souligne également que les corrélations entre les personnalités des parents et des enfants peuvent résulter aussi facilement des effets enfant-parent que l'inverse. Elle plaide également contre la théorie de Frank Sulloway sur les effets du rang de naissance.
Le livre identifie les influences extérieures au foyer comme principaux agents de socialisation des enfants, les pairs étant particulièrement importants dans le développement de la personnalité. Harris soutient que les enfants s'identifient à leurs camarades de classe et de jeu plutôt qu'à leurs parents et à d'autres adultes, et que la personnalité se forme à la fois par des efforts pour s'intégrer au groupe ou pour rivaliser avec d'autres personnes spécifiques.

## No Two Alike
No Two Alike: Human Nature and Human Individuality, a été publié en février 2006. Harris tente d'expliquer pourquoi les gens ont des personnalités si différentes, même des jumeaux identiques qui grandissent dans le même foyer,.
Elle propose que trois systèmes distincts façonnent la personnalité :
- Un système relationnel qui nous permet de distinguer la famille des étrangers et de différencier les individus.
- Un système de socialisation qui nous aide à devenir membres d'un groupe et à incorporer la culture du groupe.
- Un système de statut qui nous permet d'acquérir une connaissance de nous-même en nous mesurant aux autres.

No Two Alike développe certaines des idées de The Nurture Assumption et tente de répondre à certaines des critiques adressées à l'ancien livre. Par exemple, Harris nie qu'elle défende dans The Nurture Assumption la thèse que "les parents ne sont pas importants". Au lieu de cela, elle insiste sur le fait que leur importance réside non pas dans la formation ou la détermination des personnes que leurs enfants deviendront, mais dans la détermination dans une large mesure de la qualité des premières relations importantes de leurs enfants (c'est-à-dire avec leurs parents) et de la qualité de vie au sein du foyer. Harris affirme qu'une vie de famille heureuse est un bien positif en soi, et non parce qu'elle déterminera nécessairement une vie d'adulte heureuse.

## Publications
- avec M. L. Shaw et M. J. Altom : (en) « Serial position curves for reaction time and accuracy in visual search: Tests of a model of overlapping processing », Perception & Psychophysics, no 38,‎ 1985, p. 178–187.
- avec Robert M. Liebert : (en) The Child: Development from Birth through Adolescence, Prentice Hall, 1987, XVI-585 p. (ISBN 9780131302952).
- (en) « Where is the child's environment? A group socialization theory of development », Psychological Review, no 102,‎ 1995, p. 458–489.
- (en) The nurture assumption: Why children turn out the way they do, new York, Free Press, 1998 (ISBN 978-0-684-84409-1)[13].
- (en) « Socialization, Personality Development, and the Child's Environments: Comment on Vandell », Developmental Psychology,‎ novembre 2000, p. 699–710 (lire en ligne).
- (en) « Context-specific learning, personality, and birth order », Current Directions in Psychological Science, no 9,‎ 2000, p. 174–177.
- (en) « Why Do People Believe that Birth Order Has Important Effects on Personality? », sur Nurture Assumption, 17 janvier 2002.
- (en) No Two Alike: Human Nature and Human Individuality, New York, W. W. Norton, 2006 (ISBN 978-0-393-05948-9)[14].

## Vie privée
Harris habitait Middletown Township, New Jersey. Elle a épousé Charles S. Harris en 1961 ; ils ont eu deux filles (dont une adoptée) et quatre petits-enfants. 
Depuis 1977, Harris souffrait d'une maladie auto-immune chronique, diagnostiquée comme une combinaison de lupus et de sclérose systémique. Son ami et collègue, le scientifique cognitif Steven Pinker, a signalé sa mort le 29 décembre 2018 via Twitter le 30 décembre 2018.